# Club Deportivo Promete
L'Araski Arabako Emakumeen Saskibaloia è una società femminile di pallacanestro di Logroño, nella provincia di La Rioja. Milita nella Liga Femenina de Baloncesto, massima divisione del campionato di pallacanestro femminile spagnolo.